# Calgary Flames
Die Calgary Flames (IPA: [ˈkælɡ(ə)ɹi fleɪms]) sind ein kanadisches Eishockeyfranchise der National Hockey League aus Calgary in der Provinz Alberta. Es wurde im November 1971 unter dem Namen Atlanta Flames gegründet und nahm zum Beginn der Saison 1972/73 den Spielbetrieb auf. Vor der Spielzeit 1980/81 zog das Franchise von Atlanta nach Calgary um und benannte sich in den derzeitigen Namen um. Die Teamfarben sind Rot, Gold, Schwarz und Weiß.
Die Flames tragen ihre Heimspiele im Scotiabank Saddledome aus und sind eines von sieben in Kanada beheimateten Franchises. Nach durchwachsenen Jahren in Atlanta schafften die Flames in ihrer neuen Heimat Mitte der 1980er Jahre den Sprung unter die besten Teams der Liga. Zum Ende des Jahrzehnts gelang der einzige Gewinn des prestigeträchtigen Stanley Cups. Danach fiel die Mannschaft wieder ins Mittelmaß mit dem Tiefpunkt zum Ende der 1990er Jahre. Seitdem ist das Franchise wieder im oberen Mittelfeld vertreten mit dem Höhepunkt in der Saison 2003/04, als die Mannschaft erstmals nach dem Trophäengewinn wieder das Stanley-Cup-Finale erreichte.

## Geschichte

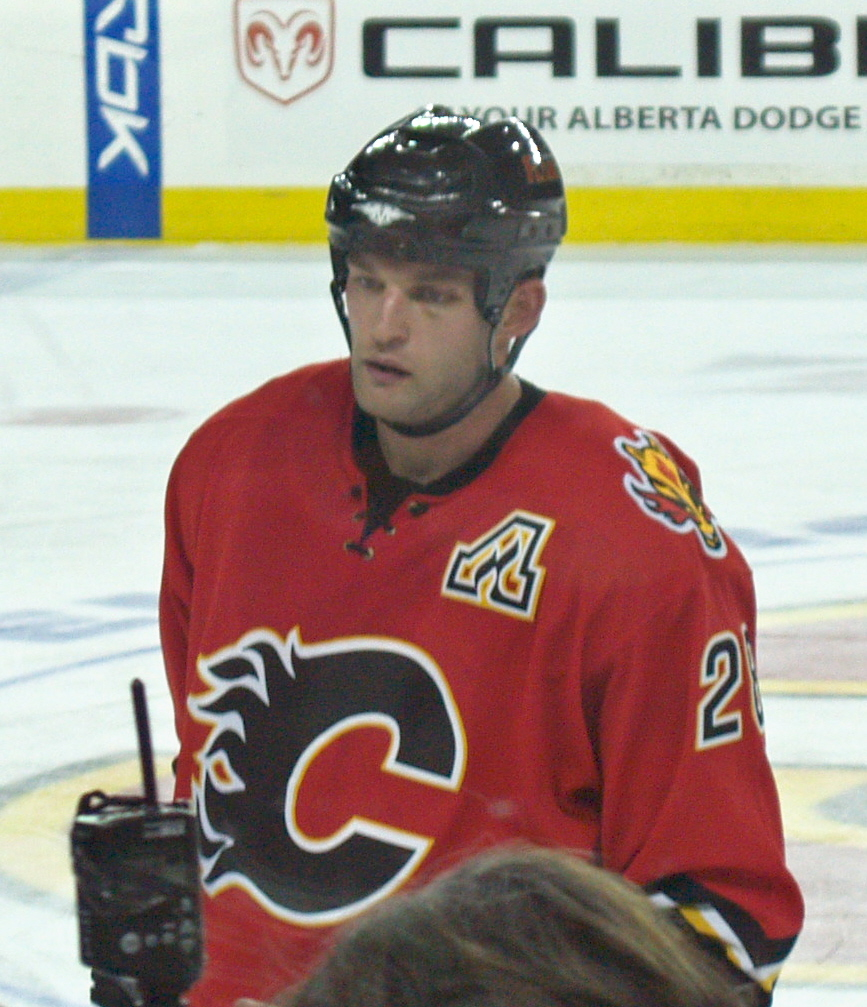
Robyn Regehr trägt als Zeichen für einen Assistenzkapitän das brennende „A“ als Erinnerung an die Atlanta Flames auf der Brust

### Die Atlanta Flames
Tom Cousins, der Besitzer der Atlanta Flames, sah sein Imperium zerbröckeln und um eine drohende Pleite abzuwenden, musste er die Flames verkaufen. Da in Atlanta nur eine kleine Fanbasis vorhanden war, gab es keine angemessenen Angebote von Investoren in der Region und so wurden die Flames an den Kanadier Nelson Skalbania verkauft. Sie wechselten daher am 21. Mai 1980 vom Omni in Atlanta nach Calgary in den Stampede Corral, einem Stadion, das lediglich 8.000 Zuschauer fasste. Das allererste NHL-Spiel in Calgary wurde am 9. Oktober 1980 gegen die Nordiques de Québec ausgetragen und endete 5:5. Das erste Tor erzielte Guy Chouinard.
In Erinnerung an die Atlanta Flames tragen die Assistenzkapitäne das „A“ aus dem Logo der Atlanta Flames auf der Brust.

### Die Jahre im Corral
In ihrer ersten Saison in ihrer neuen Heimat setzten die Flames ihren Playoff-Run fort und erreichten dort mit einer 3-Spiel-Siegesserie gegen die Chicago Blackhawks erstmals in der Geschichte der Franchise die nächste Runde. Wie schon in Atlanta war Kent Nilsson bester Scorer der Flames. In Runde 2 sollten die Flames auf die Philadelphia Flyers treffen. Die Serie ging über die vollen sieben Spiele und die Flames gingen mit einem 3:1 in Spiel 7 auch aus dieser als Sieger hervor. Im Finale der Campbell Conference ging es gegen die Minnesota North Stars ans Werk, gegen die sie die Serie allerdings mit 2:4 verloren.
Im zweiten Jahr wurden die Flames im Zuge der geographischen Einteilung der Divisions in die Smythe Division gesetzt und holten Anfang der Saison Lanny McDonald von Colorado nach Calgary. Man erreichte zwar wieder die Playoffs, schied aber bereits in Runde 1 gegen die Vancouver Canucks aus und so blieb es ein Jahr ohne besondere Erfolge.
1982/83 wurde eine denkwürdige Saison als Lanny McDonald sie mit 66 Toren abschloss und damit den bis heute aktuellen Saisonrekord an Toren aufstellte. Trotzdem spielten die Flames nur mittelmäßiges Hockey und schieden in Playoff-Runde 2 gegen die Edmonton Oilers aus. Diese Saison sollte auch ihre letzte im Corral sein.

### Der Saddledome

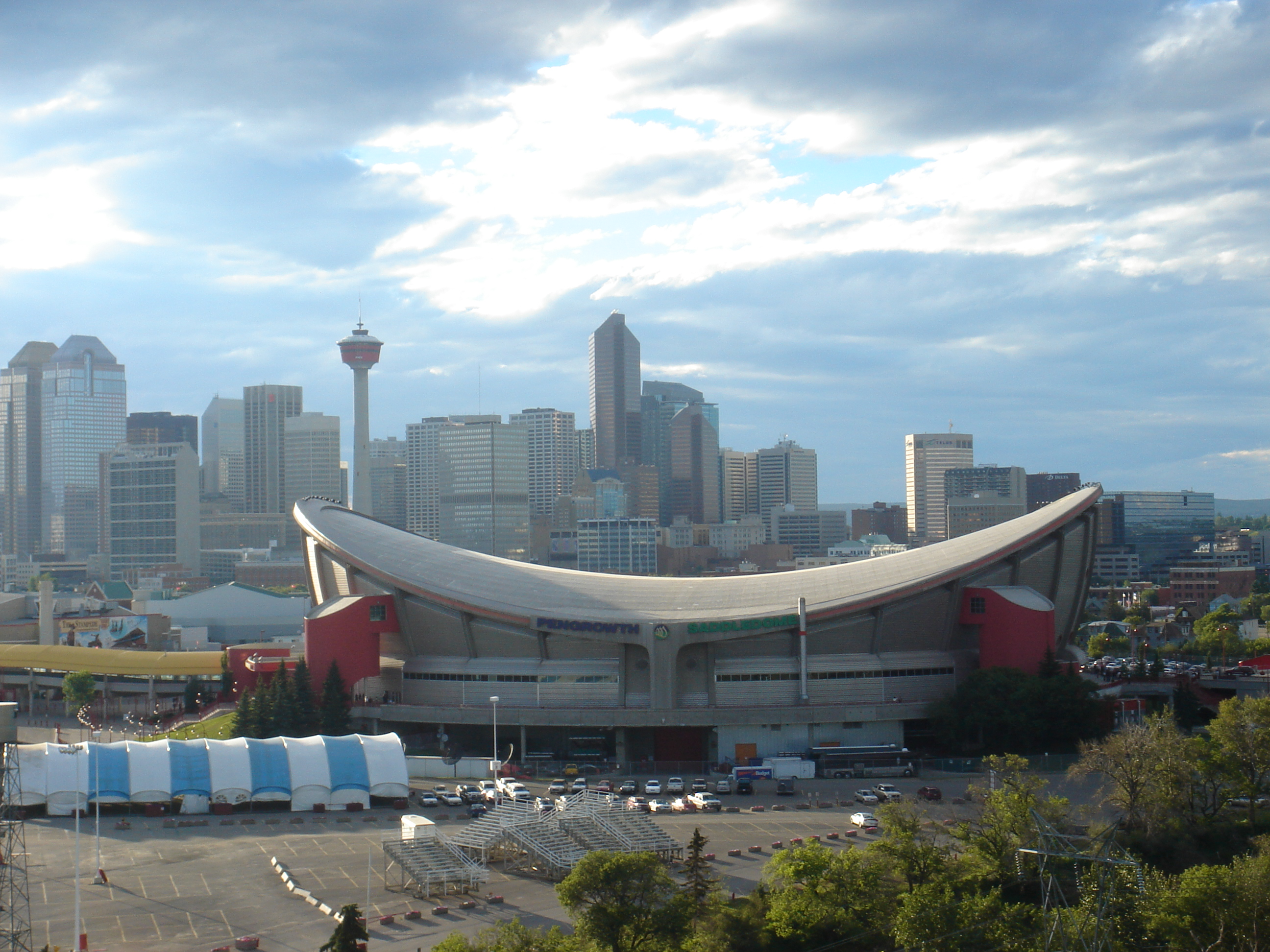
Scotiabank Saddledome

Die Flames zogen 1983 in ihre neue Spielstätte, den Olympic Saddledome, in der sie am 15. Oktober 1983 ihr erstes Spiel bestritten. Diese sollte bis zum heutigen Tag ihre Heimat bleiben und befindet sich seit 1994 auch im Besitz der Flames. Im Saddledome blieb jedoch vorerst alles beim Alten: Die Flames erreichten die Playoffs und schieden in Runde 2 gegen die dominanten Edmonton Oilers in einer Serie aus, die über sieben Spiele ging. Im Sommer 1984 trafen die Flames eine Entscheidung für die Zukunft und gaben ihren jahrelangen Topscorer Kent Nilsson an die Minnesota North Stars ab. Im Gegenzug erhielten sie unter anderem ein Draftrecht, mit dem sie Joe Nieuwendyk holten.

### Das erste Stanley-Cup-Finale
In der Saison 1985/86 erreichten die Flames zum zehnten Mal in Folge (die Zeit in Atlanta miteingerechnet) die Playoffs. Verteidiger Gary Suter erreichte 68 Scorerpunkte und gewann die Calder Memorial Trophy als Rookie des Jahres.
In den Playoffs trafen die Flames in der ersten Runde auf die Winnipeg Jets, die sie mit in einer 3-Spiel-Serie besiegten. In Runde 2 trafen sie auf den amtierenden Stanley-Cup-Sieger, die Edmonton Oilers, deren Siegesserie sie nach deren zwei Stanley-Cup-Siegen in Folge beendeten, als sie in Edmonton Spiel 7 der Serie mit 3:2 für sich entscheiden konnten. Die Serie endete somit 4:3 für Calgary und die Flames marschierten geradewegs zu ihrem 2. Conference-Finale, wo sie auf die St. Louis Blues trafen. Sie beendeten auch diese Serie mit 4:3 zu ihren Gunsten und standen zum ersten Mal in der Clubgeschichte im Finale um den Stanley Cup. Dort konnten sie sich jedoch gegen die Canadiens de Montréal nicht behaupten und gewannen lediglich das erste Spiel der Serie mit 5:2.
Das Jahr nach ihrem ersten Ausflug ins Stanley-Cup-Finale beendete das Team auf Platz zwei in der NHL, in den Playoffs kam es jedoch nicht über die erste Runde hinaus.

### Der Höhepunkt der Klubgeschichte
1987/88 hatten die Flames mehr Auswärts- als Heimspiele zu bestreiten, da der Olympic Saddledome für Bewerbe im Zuge der Olympischen Spiele, die 1988 in Calgary ausgetragen wurden, verwendet worden war. Diese Tatsache sollte sich jedoch nicht negativ auf die Performance der Flames auswirken, wie sich später zeigte. Das Team schaffte es in diesem Jahr erstmal die Edmonton Oilers zu entthronen, die bis dato seit Jahren in Folge den Division-Titel gewannen. So schlossen die Flames die reguläre Saison auf dem 1. Platz in der NHL ab und erhielten dafür die Presidents’ Trophy.

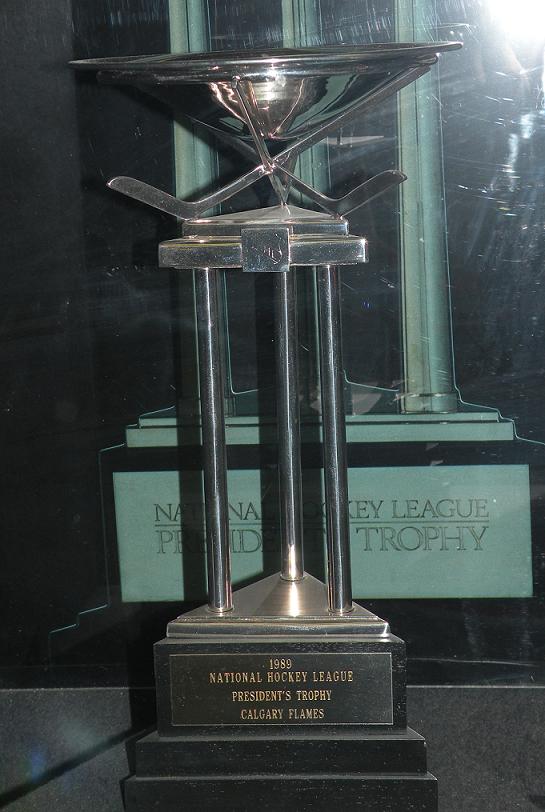
1989 gewannen die Flames die Presidents’ Trophy.

Dieses Kunststück wiederholte das Team in der Saison 1988/89 mit einer überdurchschnittlichen Siegesquote von 73,13 %. Doch die Saison 1988/89 hatte für die Flames damit noch nicht den Höhepunkt erreicht. Die erste Serie der Endrunde erreichte Spiel 7 und dort ging es in die Verlängerung. Das Spiel stand auf des Messers Schneide bis Joel Otto schließlich den Puck ins Tor der Canucks und die Flames in die nächste Playoffrunde beförderte. Der dortige Gegner, die Los Angeles Kings, machte den Flames die Sache etwas einfacher und die Flames zogen mit 4 Siegen in Folge in das Conference-Finale ein, wo sie auch ihren nächsten Gegner, die Blackhawks mit 4:1 Siegen überrollten. Damit erreichten die Flames zum zweiten Mal in der Klubgeschichte das Stanley Cup Finale und trafen dort, wie bereits beim ersten Mal auf die Montréal Canadiens. Nach 2 Spielen lag das Team mit 0:2 Siegen zurück und befürchtete eine ähnliche Niederlage wie 1986. Doch ihr Kampfgeist erwies sich als ungebrochen als sie in den nächsten 3 Spielen 3 Siege einfuhren. Nun hatten die Flames im 6. Spiel die Chance mit einem Sieg die Serie für sich zu entscheiden und den Stanley Cup mit nach Hause zu nehmen. Kapitän, Lanny McDonald stellte Spiel 6 mit dem letzten Tor seiner Karriere und seinem einzigen in den 89er Playoffs auf 2:1 und Doug Gilmour fügte noch 2 weitere Tore hinzu. Das Spiel sowie die Serie endeten 4:2. Die Flames waren damit nicht nur frischgebackene Stanley Cup Champions, sie sind das einzige Team in der Geschichte der NHL, das die Finalserie durch einen Auswärtssieg im geschichtsträchtigen Montreal Forum, dem Heimstadion des Stanley Cup Rekordsiegers, für sich entscheiden konnte. Verteidiger Al MacInnis wurde zum wertvollsten Spieler der Playoffs gekürt.

### Nach dem Stanley-Cup-Sieg

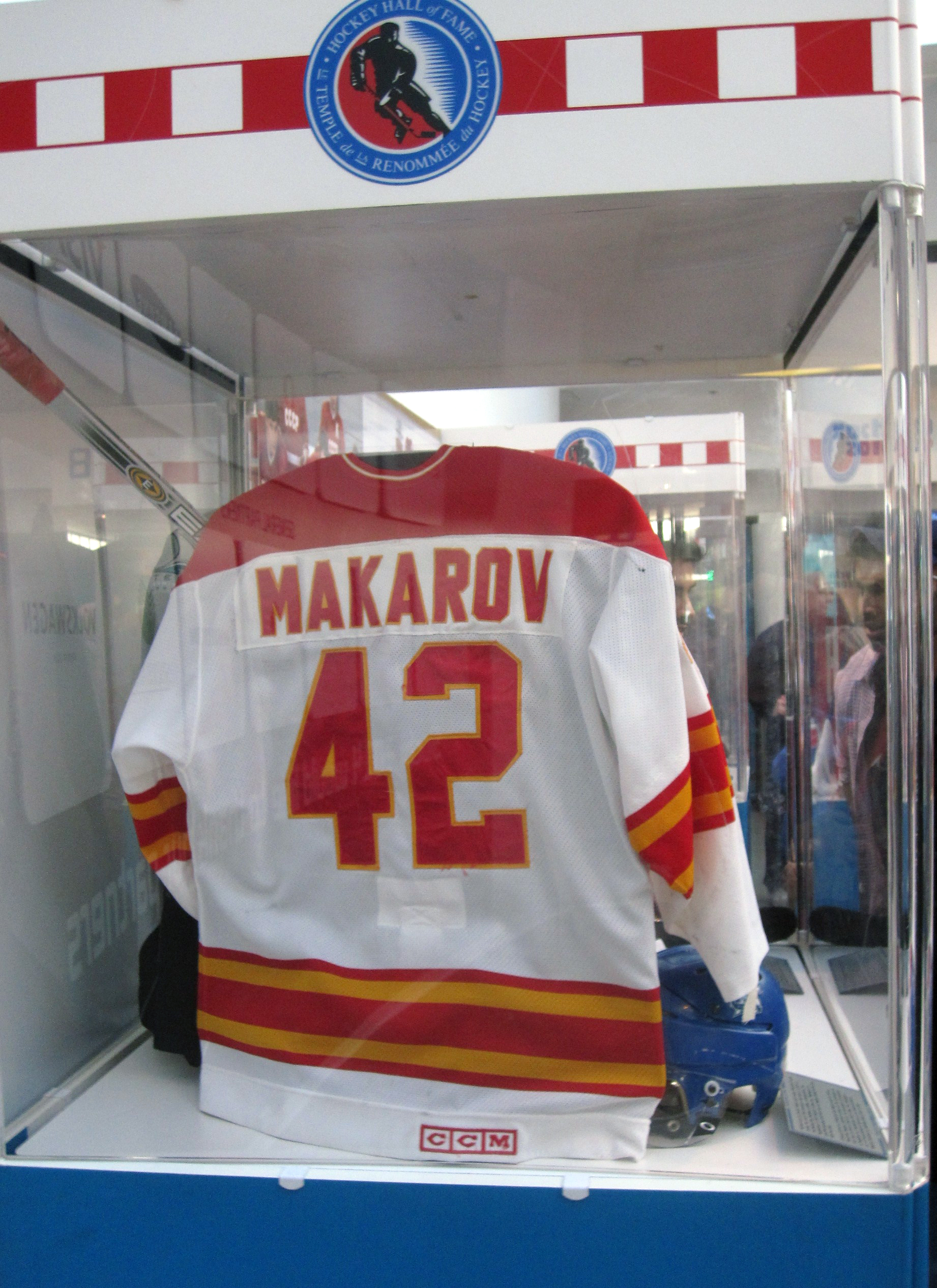
Makarows Trikot aus dem ersten Spiel für die Calgary Flames

Im Jahr nach dem Stanley-Cup-Sieg kamen, nach Fall der Sowjetunion, russische Talente in die NHL und mit Sergei Makarow das größte nach Calgary. Er gewann im Alter von 31 Jahren die Calder Trophy, was zur Änderung der Vergabe-Rechte führte („Makarow Regel“).
Die Flames erreichten sowohl 1989/90 als auch 1990/91 den zweiten Platz in der NHL und kamen beide Male nicht über die erste Playoff-Runde hinaus.
1991/92 sollte des Ende einer 17 Jahre langen Serie sein. Die Flames erreichten zum ersten Mal seit 1975, ihrem 3. Jahr in Atlanta, aufgrund ihrer schlechten Defensivleistung die Playoffs nicht.
Im Jahr darauf erreichten sie abermals ihr Standardergebnis: 2. Platz, aus nach 1. Playoff-Runde. 1993/94 stellten die Flames die beste Offensive der Liga mit Robert Reichel, Gary Roberts und Theoren Fleury, von denen jeder am Ende der Saison über 40 Tore und 40 Assists auf seinem Konto verbucht hatte. Dadurch gelang den Flames die in dieser Saison der Sieg der neu gegründete Pacific Division.
In der verkürzten Saison 1995 verließen Schlüsselspieler wie Mike Vernon und Al MacInnis den Verein. Joe Nieuwendyk wurde im Austausch gegen den Erstrunden-Draftpick Jarome Iginla nach Dallas transferiert. Dennoch schafften es die Flames, ein zweites Mal in Folge den Titel in ihrer neuen Division zu holen.
Als 1995/96 Starspieler Gary Roberts aufgrund einer schweren Nackenverletzung sein vorzeitiges Karriereende nach nur 35 gespielten Spielen verkündete, gelang es den Flames nur knapp, einen Playoff-Platz zu ergattern, wurden aber, wie zu erwarten, bereits in der ersten Runde von Chicago, mit einem Endergebnis von 0:4 Siegen, überrollt. Gary Roberts erhielt am vorübergehenden Ende seiner Karriere (er sollte 1998 in die NHL zurückkehren) die Bill Masterton Memorial Trophy.

### Magere Jahre
1997–2003 konnten die Flames keinen einzigen Teamerfolg vorweisen und erreichten auch kein einziges Mal die Playoffs.
Im März 1999 wurde der Star des Teams, Theoren Fleury, als letzter verbliebener Spieler des erfolgreichen Teams von 1989, aufgrund der schlechten Wirtschaftslage in Kanada, nach Colorado transferiert. Er wurde mit 830 Punkten in 791 Spielen für die Flames zum bislang produktivsten Spieler der Klubgeschichte. Zurück blieb eine Truppe junger Spieler. Einige ehemalige Stars wie Mike Vernon, und Phil Housley, alle längst jenseits ihres Zenites, kamen und gingen im Laufe der Jahre.
Nur einer in den Reihen der Flames sorgte in dieser Zeit für Aufregung, nämlich Jarome Iginla. Er stieg zu einem der gefürchtetsten Torjäger auf. Und das spätestens als er die Saison 2001/02 mit 50 Toren und 96 Punkten abschloss, die Liga in beiden Kategorien anführte und dafür die Maurice Richard Trophy und die Art Ross Trophy erhielt. Für eine Playoffteilnahme reichte es allerdings nicht aus.

### Rückkehr in die Playoffs

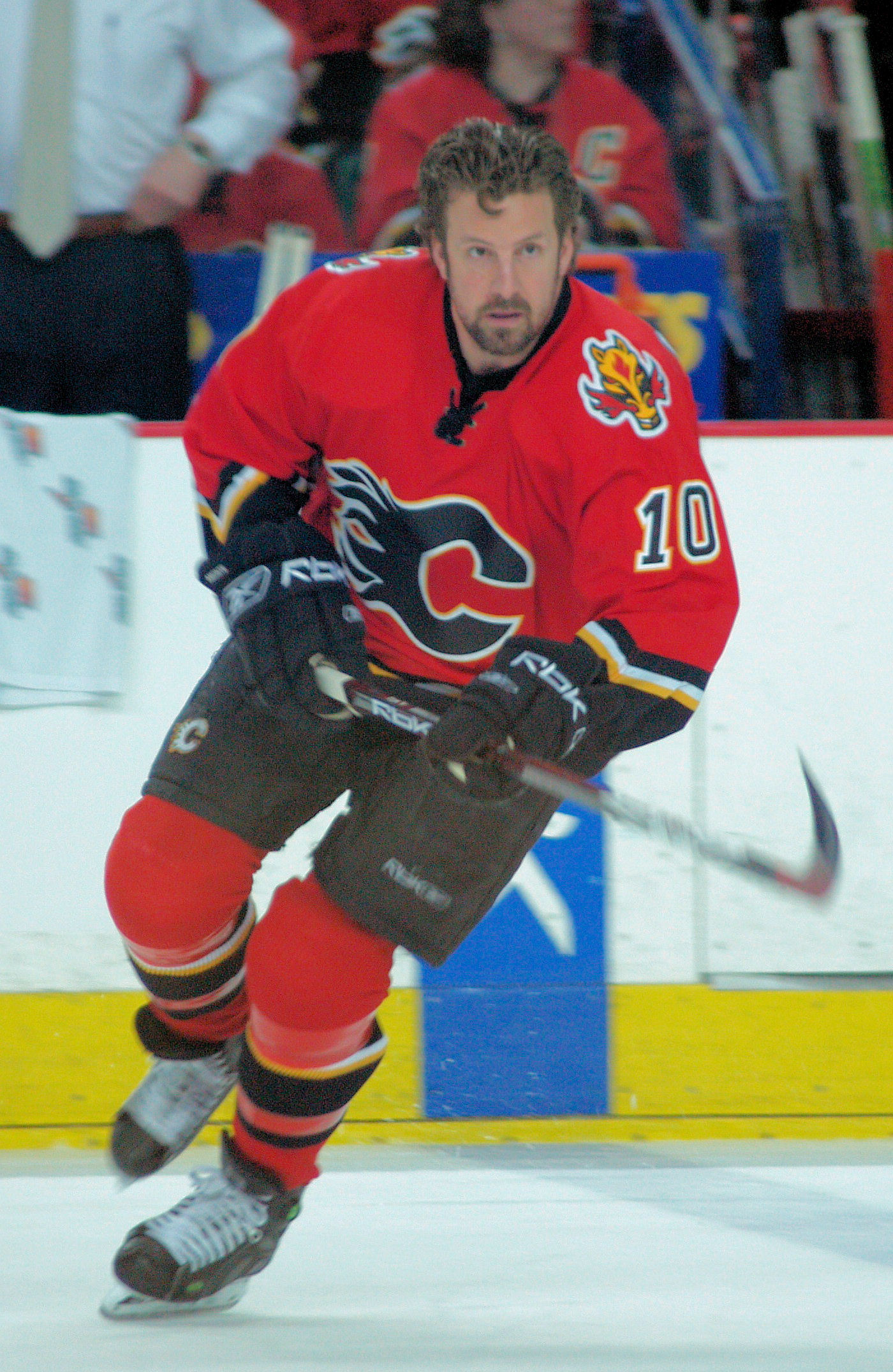
Tony Amonte

Bereits am Anfang der Saison 2003/04 schrieben die Flames Geschichte, als Iginla als erster schwarzer Spieler in der NHL-Geschichte zum Kapitän eines Teams ernannt wurde. Mit dem Erwerb von Miikka Kiprusoff von den San Jose Sharks wurde dann auch Ersatz für den Anfang der Saison etwas schwächelnden Roman Turek gefunden und das Torhüterproblem der letzten Jahre behoben. Die Flames verloren nur 2 der ersten 18 Spiele mit Kiprusoff im Tor. Dieser verpasste danach 19 Spiele, jedoch zeigten die Flames in seiner Abwesenheit eine ausreichende Leistung um bis zu seiner Rückkehr im Playoff-Rennen zu bleiben und erreichten diese erstmals seit 9 Jahren wieder.
Miikka Kiprusoff erreichte am Ende der regulären Saison mit nur 1,7 den niedrigsten Gegentorschnitt in der Liga und Jarome Iginla führte gemeinsam mit Ilja Kowaltschuk und Rick Nash die Torjägerliste mit 41 Toren an. Er war damit der zweite Spieler der NHL-Geschichte nach Pawel Bure, dem die Maurice Richard Trophy zweimal verliehen wurde.
In ihrer ersten Playoffserie seit 1996 trafen die Flames auf die Vancouver Canucks. Es war eine äußerst knappe Serie und kein Team konnte während der gesamten Serie mit mehr als 1 Sieg in Führung gehen. So kam es zu Spiel 7, das Martin Gélinas in der OT für die Flames entschied.
In der nächsten Runde traf man auf die Detroit Red Wings, die man in 6 Spielen schlug. Das Tor zum Sieg in Spiel 6 erzielte wiederum Gélinas in der Overtime. Im Conference-Finale ging es dann gegen die San Jose Sharks, dem Ex-Team von Coach Darryl Sutter und Goalie Miikka Kiprusoff ans Werk. Gegen die Sharks schwächelten die Flames zwar zuhause ein wenig, gewannen dafür aber alle Auswärtsspiele und schließlich auch die Serie nach sechs Spielen.
Damit ging es ins 3. Stanley Cup Finale der Vereinsgeschichte. Diesmal hieß der Gegner zum ersten Mal nicht Montreal, sondern Tampa Bay. Von Spiel 1–5 gewannen die beiden Teams immer abwechselnd, beginnend mit Calgary. Die Flames hatten also in Spiel 6 die Chance, die Serie zu ihren Gunsten zu entscheiden. Das Spiel ging beim Stand von 2:2 in die Overtime. Doch in der 2. OT traf ausgerechnet Martin St. Louis, dessen Vertrag mit den Flames im Jahre 2000 aufgelöst wurde, weil er diesen zu klein (1,75 m) schien. St. Louis war in der regulären Saison dieses Jahres auch zum wertvollsten Spieler der Liga gewählt worden. In Spiel 7 fielen die Flames schnell 2:0 zurück. Im 3. Drittel übten sie zwar noch enormen Druck aufs gegnerische Tor aus, jedoch gelang ihnen nur noch der Anschlusstreffer und sie schlitterten somit hauchdünn an ihrem zweiten Stanley-Cup-Sieg vorbei.
Die Saison 2004/2005 entfiel aufgrund eines Spielerstreiks (Lockout).
In der Saison 2005/06 konnten die Flames nach einem schlechten Start eine 10-Spiele-Siegesserie vorweisen und holten sich 3 Spiele vor Ende der regulären Saison den Titel in der Northwest Division. In Runde 1 der Playoffs trafen sie auf die Mighty Ducks of Anaheim, gegen die sie die Serie (Siege und Niederlagen in derselben Reihenfolge wie im Stanley Cup Finale 2004) mit 3:4 verloren. An Goalie Miikka Kiprusoff wurde bei der Trophähenverleihung die William M. Jennings Trophy für den niedrigsten Gegentorschnitt (1,69), sowie die Vezina Trophy für den besten Torhüter verliehen. Weiters wurde er für die Hart Memorial Trophy (wertvollster Spieler) nominiert.
In der Saison 2006/07 konnte man sich knapp für die Playoffs qualifizieren. Man unterlag dort den favorisierten Detroit Red Wings in 6 Spielen.
Vor der Saison 2007/08 verließen Stützen wie Roman Hamrlik (Richtung Montréal) und Tony Amonte (Karriereende) das Team. Als Ersatz wurden unter anderem Owen Nolan und Adrian Aucoin verpflichtet. Am Beginn der Saison zeigte das Team einen schlechten Start, konnte jedoch bis knapp vor Ende der regulären Saison aufholen und im Kampf um den Divisiontitel mithalten. In den letzten Spielen folgte jedoch ein Leistungseinbruch. Deshalb konnten sich die Flames, obwohl sie lange solide in den Playoffrängen standen, nur knapp dort halten und beendeten die reguläre Saison auf Platz 7 der Western Conference und schieden in den Playoffs bereits in der ersten Runde gegen die San Jose Sharks nach 7 Spielen aus.
Herausragendster Spieler der Flames in dieser Saison war Kapitän Jarome Iginla, der mit 98 Punkten die bislang punktestärkste Saison seiner Karriere lieferte und 2 Teamrekorde brechen konnte. Zum einen überholte er Al MacInnis, der bislang mit 803 die meisten Spiele für die Flames absolviert hatte und konnte zum anderen den Rekord von Theoren Fleury brechen, der zuvor Führender der ewigen Torschützenliste der Flames war. Außerdem kam er in die Auswahl der letzten 3 bei der Vergabe der Hart Memorial Trophy.

## Spielstätten

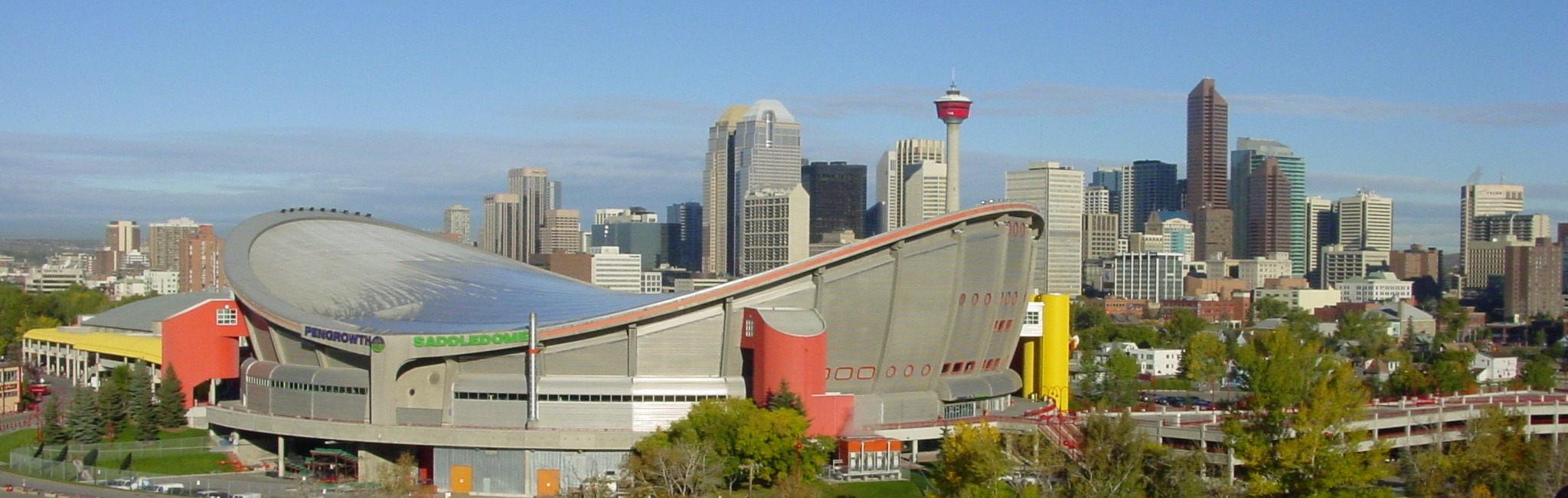
Der Scotiabank Saddledome

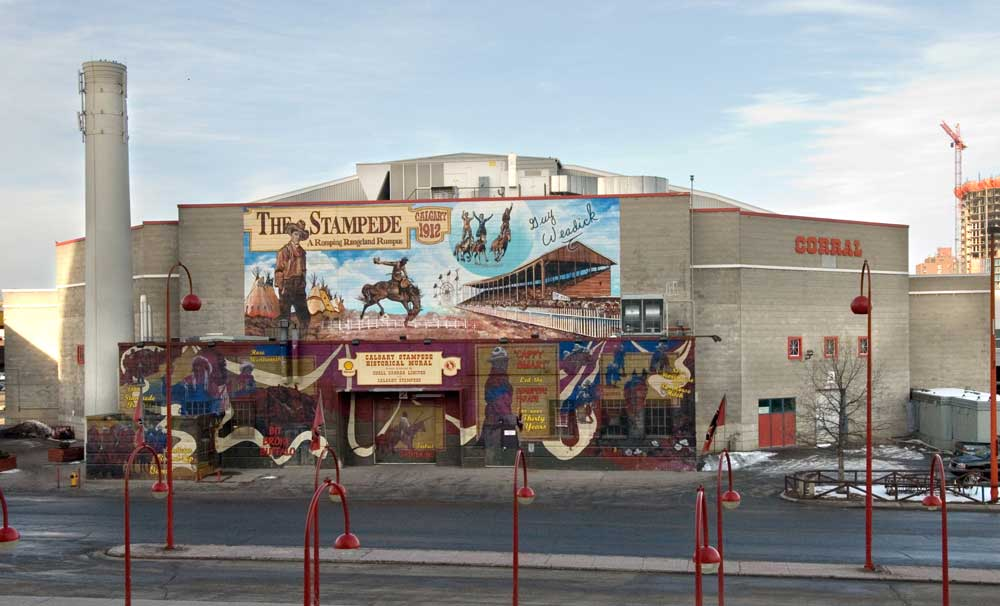
In der Stampede Corral spielten die Flames bis 1983.

Die Flames tragen ihre Heimspiele seit 1983 im Scotiabank Saddledome, einer 19.289 Zuschauer fassenden Multifunktionsarena, aus. Die als Olympic Saddledome geplante Halle trug diesen Namen bis 1996. Sie liegt nahe dem Stadtzentrum direkt neben der Rodeofläche der Calgary Stampede. Seinen Namen erhielt der Saddledome aufgrund seiner optisch sattelförmigen Dachkonstruktion. Dies soll an die westliche Tradition der Stadt Calgary erinnern. Von 1996 bis 2000 war die Arena nach dem Sponsor Canadian Airlines Saddledome benannt. 2000 kaufte die in der Mineralölbranche tätige Firma Pengrowth die Namensrechte an der Arena und gab ihr ihren Namen bis 2010. Anders als ihre Vorgänger brachten sie auf dem Dach der Arena jedoch nicht das Firmenlogo an. Die Namensrechte für die Arena hält das Unternehmen noch bis 2016. Pengrowth übernahm einen für 20 Jahre laufenden Vertrag über 20 Millionen US-Dollar.
Von 1980 bis 1983 spielte der Klub in der 1950 eröffneten Stampede Corral, die bei Eishockeyveranstaltungen eine Kapazität von 8.729 Plätzen, davon 6.492 Sitzplätze, hat. Schon bei Umzug der Flames 1980 stand fest, dass für die Olympischen Winterspiele 1988 eine neue Halle gebaut würde. Die Stampede Corral wurde auch bei Olympia für Eishockeyspiele als zweites Stadion genutzt.

## Farmteams
Zu den Flames, wie zu allen anderen NHL-Teams, gehören auch Mannschaften in niederklassigeren Ligen, sogenannte Farmteams. Seit 2022 kooperieren sie in der AHL mit den Calgary Wranglers und seit 2022 in der ECHL mit den Rapid City Rush.
Die Farmteams der Calgary Flames seit 1980:
| Zeitraum  | Mannschaft              | Liga |
| --------- | ----------------------- | ---- |
| 1980–1981 | Birmingham Bulls        | CHL  |
| 1980–1984 | Muskegon Mohawks        | IHL  |
| 1981–1982 | Oklahoma City Stars     | CHL  |
| 1982–1984 | Peoria Prancers         | IHL  |
| 1982–1984 | Colorado Flames         | CHL  |
| 1984–1987 | Moncton Golden Flames   | AHL  |
| 1984–1993 | Salt Lake Golden Eagles | IHL  |
| 1993–2003 | Saint John Flames       | AHL  |

| Zeitraum  | Mannschaft               | Liga |
| --------- | ------------------------ | ---- |
| 1994–1995 | Brantford Smoke          | CoHL |
| 1996–1998 | Roanoke Express          | ECHL |
| 1998–2001 | Johnstown Chiefs         | ECHL |
| 2002–2003 | Johnstown Chiefs         | ECHL |
| 2003–2009 | Las Vegas Wranglers      | ECHL |
| 2003–2005 | Lowell Lock Monsters     | AHL  |
| 2005–2007 | Omaha Ak-Sar-Ben Knights | AHL  |
| 2007–2009 | Quad City Flames         | AHL  |

| Zeitraum  | Mannschaft            | Liga |
| --------- | --------------------- | ---- |
| 2009–2013 | Utah Grizzlies        | ECHL |
| 2009–2014 | Abbotsford Heat       | AHL  |
| 2013–2014 | Alaska Aces           | ECHL |
| 2014–2015 | Adirondack Flames     | AHL  |
| 2014–2015 | Colorado Eagles       | ECHL |
| 2015–2022 | Stockton Heat         | AHL  |
| 2015–2017 | Adirondack Thunder    | ECHL |
| 2017–2022 | Kansas City Mavericks | ECHL |
| seit 2022 | Calgary Wranglers     | AHL  |
| seit 2022 | Rapid City Rush       | ECHL |

## Erfolge und Ehrungen

### Sportliche Erfolge
| Stanley Cups              |                                    |
| Saison                    |                                    |
| 1988/89                   |                                    |
| Presidents’ Trophies      |                                    |
| Saison                    |                                    |
| 1987/88, 1988/89          |                                    |
| Conference Championships  | Saison                             |
| Clarence S. Campbell Bowl | 1985/86, 1988/89, 2003/04          |
| Division Championships    | Saison                             |
| Smythe Division           | 1989/90                            |
| Pacific Division          | 1993/94, 1994/95, 2018/19, 2021/22 |
| Northwest Division        | 2005/06                            |

Den ersten großen Erfolg in der NHL feierten die Calgary Flames in der Saison 1985/86 mit der ersten Finalteilnahme um den Stanley Cup und dem damit verbundenen Gewinn der Clarence S. Campbell Bowl. Ihr Gegner in der Finalserie waren die Montréal Canadiens, die sich mit 4:1 gegen die Flames durchsetzten. In der Saison 1988/89 standen sich die beiden Teams erneut in den Finalspielen gegenüber. Dieses Mal entschied Calgary die Serie mit 4:2 für sich und gewann so zum ersten Mal den prestigeträchtigen Stanley Cup.
Mit 48 Siegen in 80 Saisonspielen gewann Calgary in der Saison 1987/88 zum ersten Mal die Presidents’ Trophy. Das Team hatte zwei Punkte Vorsprung auf die Montréal Canadiens. Mit 54 Siegen in der darauf folgenden Saison verteidigten die Flames die Presidents’ Trophy erneut zwei Punkte vor Montréal.
In der Saison 2003/04 erreichten die Calgary Flames als sechstplatziertes Team der Western Conference noch die Playoffs. Mit einer starken Leistung gewannen sie ihre dritte Clarence S. Campbell Bowl. In der Finalserie unterlagen sie den Tampa Bay Lightning knapp mit 4:3.
Viermal beendeten die Flames die reguläre Saison als bestes Team ihrer Division, zuletzt in der Spielzeit 2005/06.

### NHL Awards
Seit der Gründung des Franchises gelang es 20 Mal einem Spieler der Calgary Flames einen der individuellen NHL Awards zu gewinnen.
| Auszeichnung                    | Name                                         | Saison                           |
| Art Ross Trophy                 | Jarome Iginla                                | 2001/02                          |
| Bill Masterton Memorial Trophy  | Lanny McDonald Gary Roberts                  | 1982/83 1995/96                  |
| Calder Memorial Trophy          | Gary Suter Joe Nieuwendyk Sergei Makarow     | 1985/86 1987/88 1989/90          |
| Conn Smythe Trophy              | Al MacInnis                                  | 1988/89                          |
| Jack Adams Award                | Bob Hartley Darryl Sutter                    | 2014/15 2021/22                  |
| James Norris Memorial Trophy    | Mark Giordano                                | 2018/19                          |
| King Clancy Memorial Trophy     | Lanny McDonald Jarome Iginla Mikael Backlund | 1987/88 2003/04 2022/23          |
| Lady Byng Memorial Trophy       | Joe Mullen Jiří Hudler Johnny Gaudreau       | 1987/88, 1989/90 2014/15 2016/17 |
| Lester B. Pearson Award         | Jarome Iginla                                | 2001/02                          |
| Mark Messier Leadership Award   | Jarome Iginla Mark Giordano                  | 2008/09 2019/20                  |
| Maurice 'Rocket’ Richard Trophy | Jarome Iginla                                | 2001/02, 2003/04                 |
| NHL Foundation Player Award     | Jarome Iginla Mark Giordano                  | 2003/04 2015/16                  |
| NHL Plus/Minus Award            | Mark Giordano Johnny Gaudreau                | 2018/19 2021/22                  |
| William M. Jennings Trophy      | Miikka Kiprusoff                             | 2005/06                          |
| Vezina Trophy                   | Miikka Kiprusoff                             | 2005/06                          |

Erster Gewinner einer individuellen Auszeichnung war Lanny McDonald in der Saison 1982/83. Drei Jahre später gewann Gary Suter die Calder Memorial Trophy, die Trophäe, die bisher am häufigsten an einen Spieler der Flames vergeben wurde. Darunter auch der damals 31-jährige Sergei Makarow, nach dessen Gewinn eine Altersbergernzung für die Auszeichnung als bester Rookie eingeführt wurde. Fleissigster Trophäensammler für Calgary ist Jarome Iginla, der bisher siebenmal ausgezeichnet wurde.

### NHL All-Star Team-Nominierungen
27 Mal schaffte es ein Spieler in eines der All-Star-Teams, acht weitere wurden ins All-Rookie-Team gewählt.
| Auszeichnung         | Name | Saison                                                                                     |
| All-Rookie Team      | Jamie Macoun Håkan Loob Gary Suter Joe Nieuwendyk Sergei Makarow Jarome Iginla Derek Morris Dion Phaneuf Johnny Gaudreau Dustin Wolf | 1983/84 1985/86 1987/88 1989/90 1996/97 1997/98 2005/06 2014/15 2024/25                    |
| First All-Star Team  | Håkan Loob Joe Mullen Al MacInnis Jarome Iginla Miikka Kiprusoff Dion Phaneuf Mark Giordano Johnny Gaudreau                          | 1987/88 1988/89 1989/90, 1990/91 2001/02, 2007/08, 2008/09 2005/06 2007/08 2018/19 2021/22 |
| Second All-Star Team | Lanny McDonald Al MacInnis Gary Suter Brad McCrimmon Mike Vernon Theoren Fleury Jarome Iginla Matthew Tkachuk Jacob Markström        | 1982/83 1986/87, 1988/89, 1993/94 1987/88 1988/89 1994/95 2003/04 2021/22                  |

### NHL All-Star Game-Nominierungen
Abkürzungen: GP = Spiele, G = Tore, A = Vorlagen,
Pts = Punkte
| Name           | von – bis | GP | G | A | Pts |
| Theoren Fleury | 1991–1999 | 6  | 4 | 5 | 9   |
| Al MacInnis    | 1985–1994 | 6  | 1 | 3 | 4   |
| Jarome Iginla  | 2002–2009 | 5  | 1 | 2 | 3   |
| Mike Vernon    | 1988–1993 | 5  | – | – | –   |
| Joe Nieuwendyk | 1988–1994 | 4  | 0 | 5 | 5   |
| Gary Suter     | 1986–1991 | 4  | 1 | 0 | 1   |

Aus den Reihen der Flames standen 15 Feldspieler und zwei Torhüter im Kader bei einem All-Star-Game. Die Feldspieler kamen zu 38 Einsätzen, bei denen ihnen 14 Tore und 21 Vorlagen gelangen. Die Torhüter bringen zusätzlich noch sechs Einsätze mit ein. Zwei Rookies der Flames standen im Kader des YoungStars Game, das seit 2002 ausgetragen wird.
Mit acht Teilnahmen für die Flames sind Theoren Fleury und Al MacInnis die Spieler, die auf die meisten Teilnahmen in der Geschichte des Teams zurückblicken können. Mit neun Punkten ist Fleury auch der erfolgreichste Spieler. Joe Nieuwendyk brachte es wie Fleury auf fünf Torvorlagen. Joe Mullen gelangen bei seinen zwei Einsätzen drei Tore und zwei Vorlagen.
Beim All-Star Game 1981 war Kent Nilsson der erste Spieler, der für Calgary teilnahm. Ihm gelang bei diesem Spiel ein Treffer.
Mit Terry Crisp war beim All-Star Game 1990 erstmals ein Trainer der Flames Cheftrainer der All-Star-Auswahl.
Schon bald nach dem Umzug von Atlanta nach Calgary, waren die Flames beim 37. National Hockey League All-Star Game 1985 Gastgeber des All-Star-Games. Im Olympic Saddledome besuchten 16.825 Zuschauer das Event.
An Stelle des All-Star-Games fand 1987 das Rendez-vous ’87 statt, bei dem das Team der NHL gegen die sowjetische Nationalmannschaft spielte. Aus dem Kader der Flames war jedoch kein Spieler im Kader.
Am YoungStars Game, welches von 2002 bis 2009 ausgetragen wurde, nahmen mit Robyn Regehr (2002), Jordan Leopold (2003) und Matthew Lombardi (2004) drei Spieler der Flames teil.

### Saisonstatistik
Abkürzungen: GP = Spiele, W = Siege, L = Niederlagen, T = Unentschieden, OTL = Niederlagen nach Overtime, Pts = Punkte, GF = Erzielte Tore, GA = Gegentore
| Saison   | GP   | W    | L    | T   | OTL | Pts  | GF    | GA    | Platz         | Playoffs |
| 1980/81  | 80   | 39   | 27   | 14  | —   | 92   | 329   | 298   | 3., Patrick   | Sieg im Conference-Viertelfinale, 3:0 (Chicago) Sieg im Conference-Halbfinale, 4:3 (Philadelphia) Niederlage im Conference-Finale, 2:4 (Minnesota)                                         |
| 1981/82  | 80   | 29   | 34   | 17  | —   | 75   | 334   | 345   | 3., Smythe    | Niederlage im Conference-Viertelfinale, 0:3 (Vancouver) |
| 1982/83  | 80   | 32   | 34   | 14  | —   | 78   | 321   | 317   | 2., Smythe    | Sieg im Conference-Viertelfinale, 3:1 (Vancouver) Niederlage im Conference-Halbfinale, 1:4 (Edmonton)                                                                                      |
| 1983/84  | 80   | 34   | 32   | 14  | —   | 82   | 311   | 314   | 2., Smythe    | Sieg im Conference-Viertelfinale, 3:1 (Vancouver) Niederlage im Conference-Halbfinale, 3:4 (Edmonton)                                                                                      |
| 1984/85  | 80   | 41   | 27   | 12  | —   | 94   | 363   | 302   | 3., Smythe    | Niederlage im Conference-Viertelfinale, 1:3 (Winnipeg) |
| 1985/86  | 80   | 40   | 31   | 9   | —   | 89   | 354   | 315   | 2., Smythe    | Sieg im Conference-Viertelfinale, 3:0 (Winnipeg) Sieg im Conference-Halbfinale, 4:3 (Edmonton) Sieg im Conference-Finale, 4:3 (St. Louis) Niederlage im Stanley-Cup-Finale, 1:4 (Montréal) |
| 1986/87  | 80   | 46   | 31   | 3   | —   | 95   | 318   | 289   | 2., Smythe    | Niederlage im Conference-Viertelfinale, 2:4 (Winnipeg) |
| 1987/88  | 80   | 48   | 23   | 9   | —   | 105  | 397   | 305   | 1., Smythe    | Sieg im Conference-Viertelfinale, 4:1 (Los Angeles) Niederlage im Conference-Halbfinale, 0:4 (Edmonton)                                                                                    |
| 1988/89  | 80   | 54   | 17   | 9   | —   | 117  | 354   | 226   | 1., Smythe    | Sieg im Conference-Viertelfinale, 4:3 (Vancouver) Sieg im Conference-Halbfinale, 4:0 (Los Angeles) Sieg im Conference-Finale, 4:1 (Chicago) Sieg im Stanley-Cup-Finale, 4:2 (Montréal)     |
| 1989/90  | 80   | 42   | 23   | 15  | —   | 99   | 348   | 265   | 1., Smythe    | Niederlage im Conference-Viertelfinale, 2:4 (Los Angeles) |
| 1990/91  | 80   | 46   | 26   | 8   | —   | 100  | 344   | 263   | 2., Smythe    | Niederlage im Conference-Viertelfinale, 3:4 (Edmonton) |
| 1991/92  | 80   | 31   | 37   | 12  | —   | 74   | 296   | 305   | 5., Smythe    | nicht qualifiziert |
| 1992/93  | 84   | 43   | 30   | 11  | —   | 97   | 322   | 282   | 2., Smythe    | Niederlage im Conference-Viertelfinale, 2:4 (Los Angeles) |
| 1993/94  | 84   | 42   | 29   | 13  | —   | 97   | 302   | 256   | 1., Pacific   | Niederlage im Conference-Viertelfinale, 3:4 (Vancouver) |
| 1994/951 | 48   | 24   | 17   | 7   | —   | 55   | 163   | 135   | 1., Pacific   | Niederlage im Conference-Viertelfinale, 3:4 (San Jose) |
| 1995/96  | 82   | 34   | 37   | 11  | —   | 79   | 241   | 240   | 3., Pacific   | Niederlage im Conference-Viertelfinale, 0:4 (Chicago) |
| 1996/97  | 82   | 32   | 41   | 9   | —   | 73   | 214   | 239   | 5., Pacific   | nicht qualifiziert |
| 1997/98  | 82   | 26   | 41   | 15  | —   | 67   | 217   | 252   | 5., Pacific   | nicht qualifiziert |
| 1998/99  | 82   | 30   | 40   | 12  | —   | 72   | 211   | 234   | 3., Northwest | nicht qualifiziert |
| 1999/00  | 82   | 31   | 36   | 10  | 5   | 77   | 211   | 256   | 4., Northwest | nicht qualifiziert |
| 2000/01  | 82   | 27   | 36   | 15  | 4   | 73   | 197   | 236   | 4., Northwest | nicht qualifiziert |
| 2001/02  | 82   | 32   | 35   | 12  | 3   | 79   | 201   | 220   | 4., Northwest | nicht qualifiziert |
| 2002/03  | 82   | 29   | 36   | 13  | 4   | 75   | 186   | 228   | 5., Northwest | nicht qualifiziert |
| 2003/04  | 82   | 42   | 30   | 7   | 3   | 94   | 200   | 176   | 3., Northwest | Sieg im Conference-Viertelfinale, 4:3 (Vancouver) Sieg im Conference-Halbfinale, 4:2 (Detroit) Sieg im Conference-Finale, 4:2 (San Jose) Niederlage im Stanley-Cup-Finale, 3:4 (Tampa)     |
| 2004/052 | —    | —    | —    | —   | —   | —    | —     | —     | —             | — |
| 2005/06  | 82   | 46   | 25   | —   | 11  | 103  | 218   | 200   | 1., Northwest | Niederlage im Conference-Viertelfinale, 3:4 (Anaheim) |
| 2006/07  | 82   | 43   | 29   | —   | 10  | 96   | 258   | 226   | 3., Northwest | Niederlage im Conference-Viertelfinale, 2:4 (Detroit) |
| 2007/08  | 82   | 42   | 30   | —   | 10  | 94   | 229   | 227   | 3., Northwest | Niederlage im Conference-Viertelfinale, 3:4 (San Jose) |
| 2008/09  | 82   | 46   | 30   | —   | 6   | 98   | 254   | 248   | 2., Northwest | Niederlage im Conference-Viertelfinale, 2:4 (Chicago) |
| 2009/10  | 82   | 40   | 32   | —   | 10  | 90   | 204   | 210   | 3., Northwest | nicht qualifiziert |
| 2010/11  | 82   | 41   | 29   | —   | 12  | 94   | 250   | 237   | 2., Northwest | nicht qualifiziert |
| 2011/12  | 82   | 37   | 29   | —   | 16  | 90   | 202   | 226   | 2., Northwest | nicht qualifiziert |
| 2012/133 | 48   | 19   | 25   | —   | 7   | 42   | 128   | 157   | 4., Northwest | nicht qualifiziert |
| 2013/14  | 82   | 35   | 40   | —   | 7   | 77   | 209   | 241   | 6., Pacific   | nicht qualifiziert |
| 2014/15  | 82   | 45   | 30   | —   | 7   | 97   | 241   | 216   | 3., Pacific   | Sieg im Conference-Viertelfinale, 4:2 (Vancouver) Niederlage im Conference-Halbfinale, 1:4 (Anaheim)                                                                                       |
| 2015/16  | 82   | 35   | 40   | —   | 7   | 77   | 231   | 260   | 5., Pacific   | nicht qualifiziert |
| 2016/17  | 82   | 45   | 33   | —   | 4   | 94   | 222   | 219   | 4., Pacific   | Niederlage im Conference-Viertelfinale, 0:4 (Anaheim) |
| 2017/18  | 82   | 37   | 35   | —   | 10  | 84   | 218   | 248   | 5., Pacific   | nicht qualifiziert |
| 2018/19  | 82   | 50   | 25   | —   | 7   | 107  | 289   | 223   | 1., Pacific   | Niederlage im Conference-Viertelfinale, 1:4 (Colorado) |
| 2019/204 | 70   | 36   | 27   | —   | 7   | 79   | 204   | 214   | 4., Pacific   | Sieg in der Qualifizierungsrunde, 3:1 (Winnipeg) Niederlage im Conference-Viertelfinale, 2:4 (Dallas)                                                                                      |
| 2020/214 | 56   | 26   | 27   | —   | 3   | 55   | 155   | 160   | 5., North     | nicht qualifiziert |
| 2021/22  | 82   | 50   | 21   | —   | 11  | 111  | 291   | 206   | 1., Pacific   | Sieg im Conference-Viertelfinale, 4:3 (Dallas) Niederlage im Conference-Halbfinale, 1:4 (Edmonton)                                                                                         |
| 2022/23  | 82   | 38   | 27   | —   | 17  | 93   | 258   | 247   | 5., Pacific   | nicht qualifiziert |
| 2023/24  | 82   | 38   | 39   | —   | 5   | 81   | 253   | 267   | 5., Pacific   | nicht qualifiziert |
| 2024/25  | 82   | 41   | 27   | —   | 14  | 96   | 220   | 236   | 4., Pacific   | nicht qualifiziert |
| Gesamt   | 3614 | 1645 | 1325 | 271 | 193 | 3754 | 11140 | 10609 |               | 26 Playoff-Teilnahmen 42 Serien: 18 Siege, 24 Niederlagen 233 Spiele: 108 Siege, 125 Niederlagen                                                                                           |

1 Saison wegen des NHL-Lockout 1994/95 verkürzt
2 Saison wegen des NHL-Lockout 2004/05 ausgefallen
3 Saison wegen des NHL-Lockout 2012/13 verkürzt
4 Saison wegen der COVID-19-Pandemie verkürzt

### Franchiserekorde

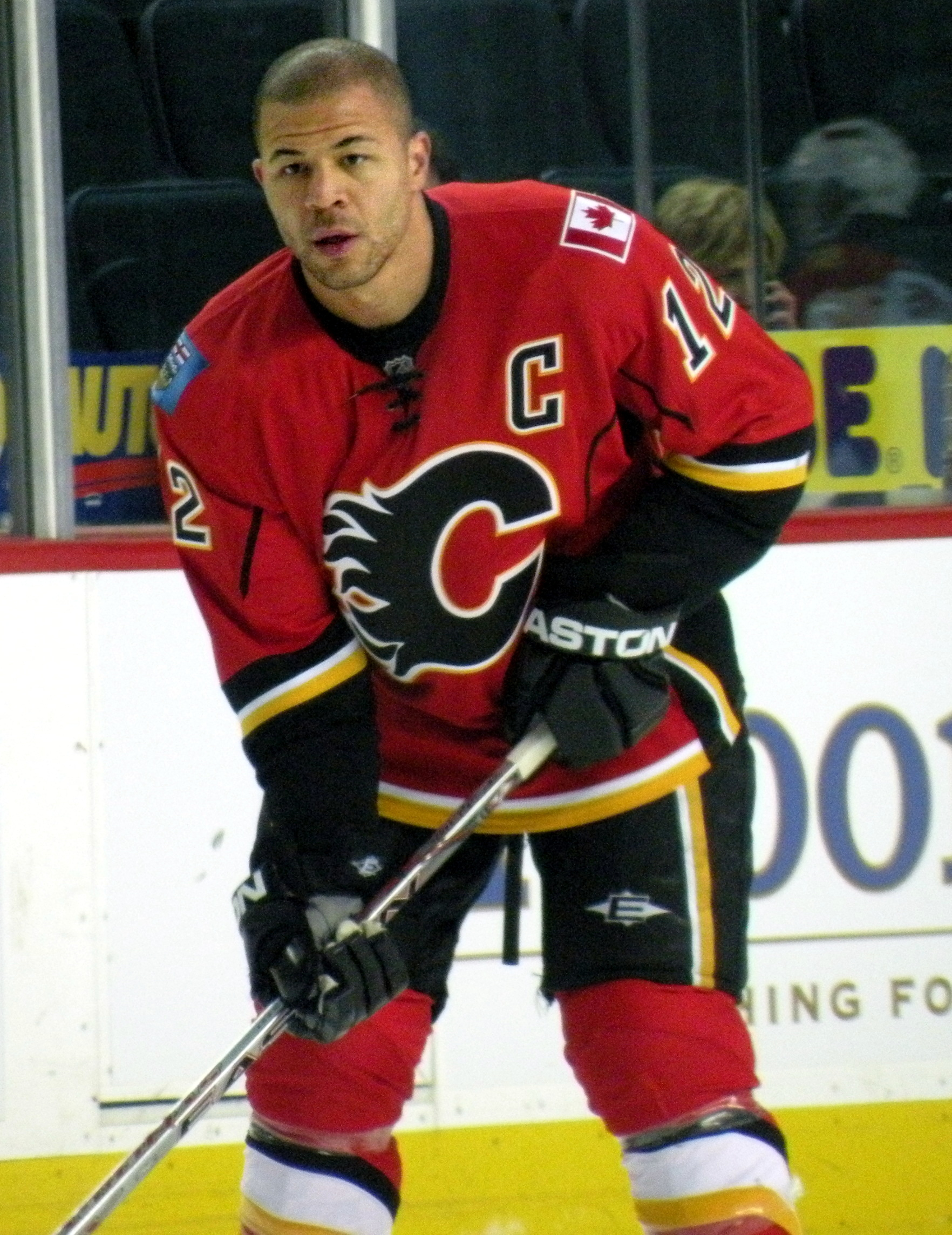
Jarome Iginla hält diverse Franchise-Rekorde

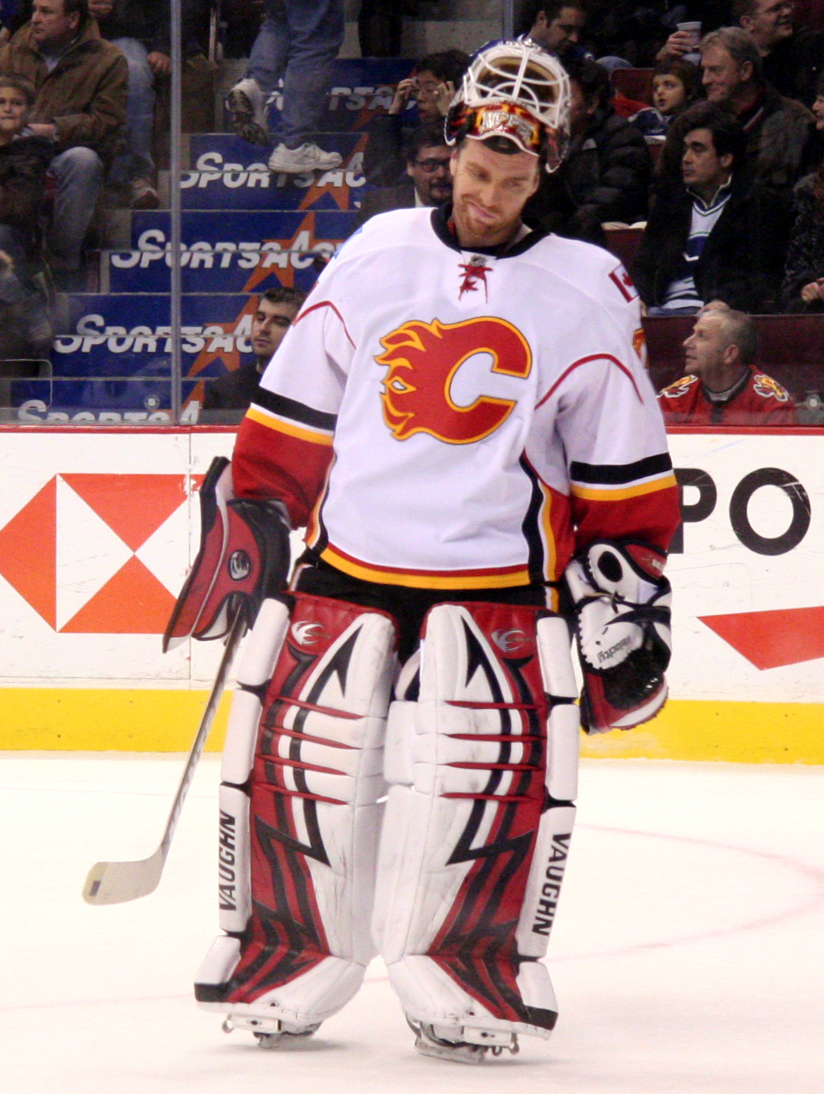
Miikka Kiprusoff stellte einige Torhüter-Rekorde auf

Im Folgenden werden ausgewählte Spielerrekorde des Franchise sowohl über die gesamte Karriere als auch über einzelne Spielzeiten aufgeführt.

#### Karriere
|                                   | Name             | Anzahl                                  |
| Meiste Spiele                     | Jarome Iginla    | 1.219 (in 16 Spielzeiten)               |
| Meiste aufeinanderfolgende Spiele | Jarome Iginla    | 441 (4. Oktober 2007 bis 26. März 2013) |
| Meiste Tore                       | Jarome Iginla    | 525                                     |
| Meiste Vorlagen                   | Al MacInnis      | 609                                     |
| Meiste Punkte                     | Jarome Iginla    | 1.095 (525 Tore + 570 Vorlagen)         |
| Meiste Strafminuten               | Tim Hunter       | 2.405                                   |
| Meiste Shutouts                   | Miikka Kiprusoff | 41                                      |

#### Saison
|                               | Name             | Anzahl                      | Saison  |
| Meiste Tore                   | Lanny McDonald   | 66                          | 1982/83 |
| Meiste Vorlagen               | Kent Nilsson     | 82                          | 1980/81 |
| Meiste Punkte                 | Kent Nilsson     | 131 (49 Tore + 82 Vorlagen) | 1980/81 |
| Meiste Punkte als Rookie      | Joe Nieuwendyk   | 92 (51 Tore + 41 Vorlagen)  | 1987/88 |
| Meiste Punkte als Verteidiger | Al MacInnis      | 103 (28 Tore + 75 Vorlagen) | 1990/91 |
| Meiste Strafminuten           | Tim Hunter       | 375                         | 1988/89 |
| Meiste Siege als Torhüter     | Miikka Kiprusoff | 45                          | 2008/09 |

## Trainer
Abkürzungen: GC = Spiele, W = Siege, L = Niederlagen, T = Unentschieden, OTL = Niederlagen nach
Overtime, Pts = Punkte, Pts % = Punktquote
| Name            | Saison            | Reguläre Saison | Reguläre Saison | Reguläre Saison | Reguläre Saison | Reguläre Saison | Reguläre Saison | Reguläre Saison | Playoffs | Playoffs | Playoffs |
| Name            | Saison            | GC              | W               | L               | T               | OTL             | Pts             | Win %           | GC       | W        | L        |
| Al MacNeil      | 1980/81–1981/82   | 160             | 68              | 61              | 31              | —               | 167             | .522            | 23       | 10       | 13       |
| Bob Johnson     | 1982/83–1986/87   | 400             | 193             | 155             | 52              | —               | 438             | .548            | 52       | 25       | 27       |
| Terry Crisp     | 1987/88–1989/90   | 240             | 144             | 63              | 33              | —               | 321             | .669            | 37       | 22       | 15       |
| Doug Risebrough | 1990/91–1991/92*  | 144             | 71              | 56              | 17              | —               | 159             | .552            | 7        | 3        | 4        |
| Guy Charron     | 1991/92*          | 16              | 6               | 7               | 3               | —               | 15              | .469            | —        | —        | —        |
| Dave King       | 1992/93–1994/95   | 216             | 109             | 76              | 31              | —               | 249             | .576            | 20       | 8        | 12       |
| Pierre Pagé     | 1995/96–1996/97   | 164             | 66              | 78              | 20              | —               | 152             | .463            | 4        | 0        | 4        |
| Brian Sutter    | 1997/98–1999/00   | 246             | 87              | 117             | 37              | 5               | 216             | .439            | —        | —        | —        |
| Don Hay         | 2000/01*          | 68              | 23              | 28              | 13              | 4               | 63              | .463            | —        | —        | —        |
| Greg Gilbert    | 2000/01*–2002/03* | 121             | 42              | 56              | 17              | 6               | 107             | .442            | —        | —        | —        |
| Al MacNeil      | 2002/03*          | 11              | 4               | 5               | 2               | 0               | 10              | .455            | —        | —        | —        |
| Darryl Sutter   | 2002/03*–2005/06  | 210             | 107             | 73              | 15              | 15              | 244             | .581            | 33       | 18       | 15       |
| Jim Playfair    | 2006/07           | 82              | 43              | 29              | —               | 10              | 96              | .585            | 6        | 2        | 4        |
| Mike Keenan     | 2007/08–2008/09   | 164             | 86              | 60              | —               | 16              | 192             | .585            | 13       | 5        | 8        |
| Brent Sutter    | 2009/10–2011/12   | 246             | 118             | 90              | —               | 38              | 274             | .555            | –        | –        | –        |
| Bob Hartley     | 2012/13–2015/16   | 294             | 134             | 135             | —               | 25              | 293             | .498            | 11       | 5        | 6        |
| Glen Gulutzan   | 2016/17–2017/18   | 164             | 82              | 68              | —               | 14              | 178             | .543            | 4        | 0        | 4        |
| Bill Peters     | 2018/19–2019/20*  | 110             | 62              | 37              | —               | 11              | 135             | .614            | 5        | 1        | 4        |
| Geoff Ward      | 2019/20*–2020/21* | 66              | 35              | 26              | —               | 5               | 75              | .568            | 10       | 5        | 5        |
| Darryl Sutter   | 2020/21*–2022/23  | 194             | 103             | 63              | —               | 28              | 234             | .603            | 12       | 5        | 7        |
| Ryan Huska      | seit 2023/24      | 166             | 79              | 67              | —               | 20              | 178             | .536            | –        | –        | –        |

* Wechsel während der Saison

## General Manager
| Name            | Saison           |
| Cliff Fletcher  | 1980/81–1990/91  |
| Doug Risebrough | 1991/92–1995/96  |
| Al Coates       | 1995/96–1999/00  |
| Craig Button    | 2000/01–2002/03  |
| Darryl Sutter   | 2003/04–2010/11  |
| Jay Feaster     | 2010/11–2013/14* |
| Brian Burke     | 2013/14**        |
| Brad Treliving  | 2014–2023        |
| Craig Conroy    | seit 2023        |

* Wechsel während der Saison; ** Interimsmanager

## Spieler

### Kader der Saison 2024/25
Stand: Ende der Saison 2024/25
| Nr. | Nat.               | Spieler                | Pos. | Geburtsdatum       | in Org. seit | Geburtsort                                |
| --- | ------------------ | ---------------------- | ---- | ------------------ | ------------ | ----------------------------------------- |
| 80  | Tschechien         | Daniel Vladař          | G    | 20. August 1997    | 2021         | Prag, Tschechien                          |
| 32  | Vereinigte Staaten | Dustin Wolf            | G    | 16. April 2001     | 2020         | Gilroy, Kalifornien, USA                  |
| 4   | Schweden           | Rasmus Andersson – A   | D    | 27. Oktober 1996   | 2015         | Malmö, Schweden                           |
| 7   | Kanada             | Kevin Bahl             | D    | 27. Juni 2000      | 2024         | New Westminster, British Columbia, Kanada |
| 8   | Kanada             | Tyson Barrie           | D    | 26. Juli 1991      | 2024         | Victoria, British Columbia, Kanada        |
| 24  | Kanada             | Jake Bean              | D    | 9. Juni 1998       | 2024         | Calgary, Alberta, Kanada                  |
| 44  | Kanada             | Joel Hanley            | D    | 8. Juni 1991       | 2024         | Keswick, Ontario, Kanada                  |
| 62  | Russland           | Daniil Miromanow       | D    | 11. Juli 1997      | 2024         | Moskau, Russland                          |
| 94  | Kanada             | Brayden Pachal         | D    | 23. August 1999    | 2024         | Estevan, Saskatchewan, Kanada             |
| 52  | Kanada             | MacKenzie Weegar       | D    | 7. Januar 1994     | 2022         | Ottawa, Ontario, Kanada                   |
| 11  | Schweden           | Mikael Backlund – C    | C    | 17. März 1989      | 2008         | Västerås, Schweden                        |
| 20  | Vereinigte Staaten | Blake Coleman          | C    | 28. November 1991  | 2021         | Plano, Texas, USA                         |
| 27  | Vereinigte Staaten | Matt Coronato          | RW   | 14. November 2002  | 2023         | Greenlawn, New York, USA                  |
| 86  | Vereinigte Staaten | Joel Farabee           | LW   | 25. Februar 2000   | 2025         | Cicero, New York, USA                     |
| 16  | Kanada             | Morgan Frost           | C    | 14. Mai 1999       | 2025         | Aurora, Ontario, Kanada                   |
| 10  | Kanada             | Jonathan Huberdeau – A | LW   | 4. Juni 1993       | 2022         | Saint-Jérôme, Québec, Kanada              |
| 91  | Kanada             | Nazem Kadri            | C    | 6. Oktober 1990    | 2022         | London, Ontario, Kanada                   |
| 70  | Kanada             | Ryan Lomberg           | LW   | 9. Dezember 1994   | 2024         | Richmond Hill, Ontario, Kanada            |
| 39  | Kanada             | Anthony Mantha         | RW   | 16. September 1994 | 2024         | Longueuil, Québec, Kanada                 |
| 76  | Slowakei           | Martin Pospíšil        | C    | 19. November 1999  | 2019         | Zvolen, Slowakei                          |
| 21  | Vereinigte Staaten | Kevin Rooney           | C    | 21. Mai 1993       | 2022         | Canton, Massachusetts, USA                |
| 17  | Belarus            | Jahor Scharanhowitsch  | C    | 6. Juni 1998       | 2023         | Minsk, Belarus                            |
| 47  | Kanada             | Connor Zary            | C    | 25. September 2001 | 2020         | Saskatoon, Saskatchewan, Kanada           |

### Mannschaftskapitäne
| Jahr      | Name                        |
| 1980–1981 | Brad Marsh                  |
| 1981–1983 | Phil Russell                |
| 1983–1989 | Lanny McDonald*             |
| 1983–1987 | Doug Risebrough*            |
| 1984–1989 | Jim Peplinski*              |
| 1988–1989 | Tim Hunter*                 |
| 1989–1990 | Brad McCrimmon              |
| 1990–1991 | ständig wechselnde Kapitäne |
| 1991–1995 | Joe Nieuwendyk              |

| Jahr      | Name            |
| 1995–1997 | Theoren Fleury  |
| 1997–1999 | Todd Simpson    |
| 1999–2000 | Steve Smith     |
| 2000–2002 | Dave Lowry      |
| 2001–2003 | Bob Boughner*   |
| 2001–2003 | Craig Conroy*   |
| 2003–2013 | Jarome Iginla   |
| 2013–2021 | Mark Giordano   |
| seit 2023 | Mikael Backlund |

### Mitglieder der Hockey Hall of Fame
| Name             | Aufnahme | Position   |
| Cliff Fletcher   | 2004     | Funktionär |
| Grant Fuhr       | 2003     | Spieler    |
| Doug Gilmour     | 2011     | Spieler    |
| Harley Hotchkiss | 2006     | Funktionär |
| Brett Hull       | 2009     | Spieler    |
| Jarome Iginla    | 2020     | Spieler    |
| Bob Johnson      | 1992     | Trainer    |
| Lanny McDonald   | 1992     | Spieler    |
| Al MacInnis      | 2007     | Spieler    |
| Sergei Makarow   | 2016     | Spieler    |
| Joe Mullen       | 2000     | Spieler    |
| Joe Nieuwendyk   | 2011     | Spieler    |
| Daryl Seaman     | 2010     | Funktionär |
| Martin St. Louis | 2018     | Spieler    |
| Mike Vernon      | 2023     | Spieler    |

Bisher wurden elf Spieler und drei Funktionäre der Calgary Flames in die in Toronto befindliche Hockey Hall of Fame aufgenommen. Die ersten Induktionen erfolgten 1992 als sowohl Spieler Lanny McDonald als auch Trainer Bob Johnson aufgenommen wurden. Im Jahr 2000 folgte mit Joe Mullen ein weiterer Spieler. Der nächste Ex-Flame, dem diese Ehre zuteilwurde, war Torhüter Grant Fuhr, der zur Aufnahmeklasse von 2003 gehörte.

### Gesperrte Trikotnummern
| Nr. | Name             | Sperrungsdatum             |
| 9   | Lanny McDonald   | 17. März 1990              |
| 12  | Jarome Iginla    | 2. März 2019               |
| 30  | Mike Vernon      | 7. Februar 2007            |
| 34  | Miikka Kiprusoff | 2. März 2024               |
| 99  | Wayne Gretzky    | 6. Februar 2000 (ligaweit) |

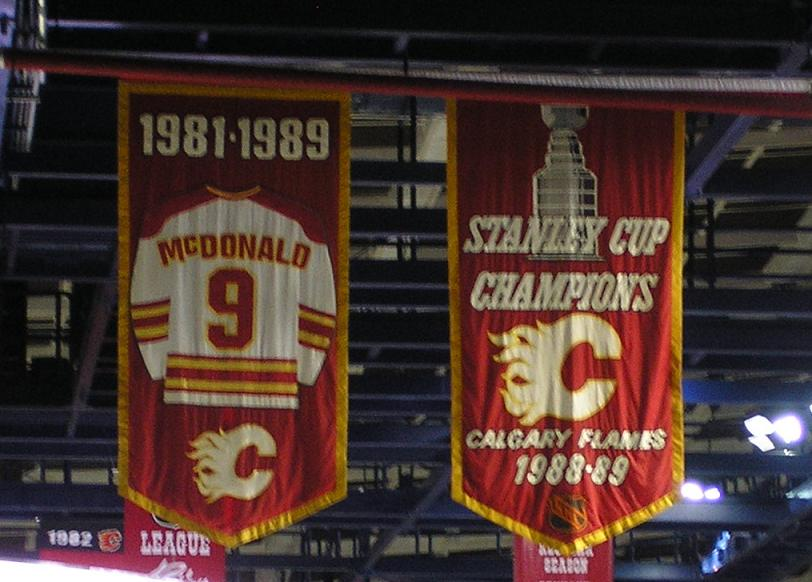
Banner mit Lanny McDonalds gesperrter Trikotnummer 9 neben dem Banner vom Stanley Cup 1989

In ihrer Franchise-Geschichte haben die Calgary Flames bisher vier Trikotnummern offiziell gesperrt. Zudem wird eine weitere inoffiziell nicht mehr vergeben.
Erstmals wurde mit der Trikotnummer 9 von Lanny McDonald am 17. März 1990 eine Trikotnummer von den Calgary Flames offiziell gesperrt. Erst 17 Jahre später, am 7. Februar 2007, hing das Team mit Mike Vernons Trikotnummer 30 ein weiteres Banner an die Hallendecke des Scotiabank Saddledome. Außerdem wird seit dem Karriereende von Theoren Fleury auch dessen Trikotnummer 14 inoffiziell nicht mehr vergeben. Am 2. März 2019 folgte die Trikotnummer 12 von Jarome Iginla. Am 2. März 2024 wurde die Trikotnummer 34 von Miikka Kiprusoff, welche nach seinem Karriereende inoffiziell gesperrt wurde, offiziell gesperrt.
Des Weiteren wird die berühmte 99 des Kanadiers Wayne Gretzky nicht mehr an einen Spieler vergeben, da sie seit dem 6. Februar 2000 offiziell durch die Liga gesperrt ist.

### Forever a Flame
| Name           | Aufnahmedatum    | Position |
| Al MacInnis    | 27. Februar 2012 | Spieler  |
| Joe Nieuwendyk | 07. März 2014    | Spieler  |

In ihrer Franchise-Geschichte haben die Calgary Flames auch zwei Nummern von zwei Spielern honoriert. Am 27. Februar 2012 wurde die Nummer 2 von Al MacInnis honoriert und am 7. März 2014 wurde die Nummer 25 Joe Nieuwendyk honoriert. Da diese Nummern nicht offiziell gesperrt sind, sind diese Nummern weiterhin verfügbar.

### Erstrunden-Wahlrechte

#### NHL Entry Draft
| Name            | Jahr | Draft-Position |
| Denis Cyr       | 1980 | 13.            |
| Al MacInnis     | 1981 | 15.            |
| Dan Quinn       | 1983 | 13.            |
| Gary Roberts    | 1984 | 12.            |
| Chris Biotti    | 1985 | 17.            |
| George Pelawa   | 1986 | 16.            |
| Bryan Deasley   | 1987 | 19.            |
| Jason Muzzatti  | 1988 | 21.            |
| Trevor Kidd     | 1990 | 11.            |
| Niklas Sundblad | 1991 | 19.            |
| Cory Stillman   | 1992 | 6.             |
| Jesper Mattson  | 1993 | 18.            |
| Chris Dingman   | 1994 | 19.            |
| Denis Gauthier  | 1995 | 20.            |

| Name            | Jahr | Draft-Position |
| Derek Morris    | 1996 | 13.            |
| Daniel Tkaczuk  | 1997 | 6.             |
| Rico Fata       | 1998 | 6.             |
| Oleg Saprykin   | 1999 | 11.            |
| Brent Krahn     | 2000 | 9.             |
| Chuck Kobasew   | 2001 | 14.            |
| Eric Nystrom    | 2002 | 10.            |
| Dion Phaneuf    | 2003 | 9.             |
| Kris Chucko     | 2004 | 24.            |
| Matt Pelech     | 2005 | 26.            |
| Leland Irving   | 2006 | 26.            |
| Mikael Backlund | 2007 | 24.            |
| Greg Nemisz     | 2008 | 25.            |
| Tim Erixon      | 2009 | 23.            |

| Name            | Jahr | Draft-Position |
| Sven Bärtschi   | 2011 | 13.            |
| Mark Jankowski  | 2012 | 21.            |
| Sean Monahan    | 2013 | 6.             |
| Émile Poirier   | 2013 | 22.            |
| Morgan Klimchuk | 2013 | 28.            |
| Sam Bennett     | 2014 | 4.             |
| Matthew Tkachuk | 2016 | 6.             |
| Juuso Välimäki  | 2017 | 16.            |
| Jakob Pelletier | 2019 | 26.            |
| Connor Zary     | 2020 | 24.            |
| Matt Coronato   | 2021 | 13.            |
| Samuel Honzek   | 2023 | 16.            |
| Zayne Parekh    | 2024 | 9.             |
| Matwei Gridin   | 2024 | 28.            |
| Cole Reschny    | 2025 | 18.            |
| Cullen Potter   | 2025 | 32.            |

Seit 1980 nutzten die Calgary Flames ihre Wahlrechte, um 44 Spieler in der ersten Runde zu selektieren, darunter sieben Akteure unter den ersten zehn Rechten im NHL Entry Draft. In der Franchise-Geschichte der Flames durften die Kanadier 2013 erstmals mehr als einen Spieler in der ersten Runde auswählen. Bislang verfügten die Flames lediglich sechsmal – in den Entry Drafts 1982, 1989, 2010, 2015, 2018 und 2022 – über kein Erstrunden-Wahlrecht, nachdem sie diese in Transfergeschäften abgetreten hatten.
Der Flügelstürmer Denis Cyr war 1980 der erste Spieler der Franchise-Geschichte, dessen Rechte sich die Flames über die Talentziehung sicherten. Das früheste Wahlrecht hatte das Franchise dreimal an sechster Position, als sie sich 1992, 1997 und 1998 für Cory Stillman, Daniel Tkaczuk und Rico Fata entschieden, wobei lediglich Stillman im Trikot der Flames den Durchbruch schaffte.
In Calgary avancierten Spieler wie die Stanley-Cup-Sieger Al MacInnis und Gary Roberts zu Stars, aber auch relativ spät gedraftete Akteure wie Theoren Fleury, Brett Hull, Håkan Loob, Sergei Makarow und Gary Suter absolvierten eine erfolgreiche NHL-Karriere.
Chris Biotti, Bryan Deasley und Jesper Mattson gelang es im Verlauf ihrer Karriere nie, ein NHL-Spiel zu absolvieren. Ebenfalls ohne Einsatz blieb George Pelawa, welcher wenige Monate nach dem Entry Draft 1986 bei einem Autounfall tödlich verunglückte.

#### NHL Supplemental Draft
| Name           | Jahr | Draft-Position |
| Steve MacSwain | 1986 | 4.             |
| Peter Lappin   | 1987 | 4.             |
| Jerry Tarrant  | 1988 | 26.            |
| Shawn Heaphy   | 1989 | 26.            |
| Lyle Wildgoose | 1990 | 24.            |
| Dean Larson    | 1991 | 25.            |
| Jamie O’Brien  | 1992 | 6.             |

Im von 1986 bis 1994 abgehaltenen NHL Supplemental Draft hatten die Flames zwischen 1986 und 1992 insgesamt sieben Wahlrechte.
Lediglich Shawn Heaphy und Peter Lappin absolvierten mindestens ein NHL-Spiel im Verlauf ihrer Karriere und brachten es insgesamt auf acht Einsätze in der National Hockey League, wobei Heaphy als einziger im Trikot der Flames auflief. Die anderen fünf ausgewählten Akteure verbrachten ihre Laufbahn vorwiegend in den Minor Leagues.

### Top-Punktesammler
Die zehn besten Punktesammler in der Geschichte der Calgary Flames bis zum Ende der regulären Saison 2024/25 und der Playoffs 2025.
Abkürzungen: Pos = Position, GP = Spiele, G = Tore, A = Vorlagen, Pts = Punkte, P/G = Punkte pro Spiel
| Name            | Pos | Saison          | GP   | G   | A   | Pts  | P/G  |
| Jarome Iginla   | RW  | 1995/96–2012/13 | 1219 | 525 | 570 | 1095 | 0,90 |
| Theoren Fleury  | RW  | 1988/89–1998/99 | 791  | 364 | 466 | 830  | 1,05 |
| Al MacInnis     | D   | 1981/82–1993/94 | 803  | 213 | 609 | 822  | 1,01 |
| Joe Nieuwendyk  | C   | 1987/88–1994/95 | 577  | 314 | 302 | 616  | 1,16 |
| Johnny Gaudreau | LW  | 2013/14–2021/22 | 602  | 210 | 399 | 609  | 1,01 |
| Gary Suter      | D   | 1985/86–1993/94 | 617  | 128 | 436 | 564  | 0,91 |
| Mikael Backlund | C   | seit 2008/09    | 1066 | 215 | 348 | 563  | 0,53 |
| Mark Giordano   | D   | 2005/06–2020/21 | 949  | 143 | 366 | 509  | 0,54 |
| Gary Roberts    | LW  | 1998/99–2001/02 | 586  | 257 | 288 | 505  | 0,86 |
| Kent Nilsson    | F   | 1980/81–1984/85 | 345  | 189 | 280 | 469  | 1,36 |

| Name           | Pos | GP | G  | A  | Pts | P/G  |
| Al MacInnis    | D   | 95 | 25 | 77 | 102 | 1,07 |
| Paul Reinhart  | D   | 76 | 21 | 51 | 72  | 0,95 |
| Theoren Fleury | RW  | 59 | 29 | 33 | 62  | 1,05 |
| Joe Nieuwendyk | C   | 66 | 32 | 28 | 60  | 0,91 |
| Joel Otto      | C   | 87 | 23 | 37 | 60  | 0,69 |
| Joe Mullen     | RW  | 61 | 35 | 20 | 55  | 0,90 |
| Håkan Loob     | RW  | 73 | 26 | 28 | 54  | 0,74 |
| Jarome Iginla  | RW  | 54 | 28 | 21 | 49  | 0,91 |
| Lanny McDonald | RW  | 72 | 24 | 23 | 47  | 0,65 |
| Jim Peplinski  | LW  | 99 | 15 | 31 | 46  | 0,46 |